# 正木照夫
正木 照夫（まさき てるお、1947年10月10日 - ）は日本の柔道家（講道館8段）、レスリング選手。兵庫県出身。拓殖大学柔道部師範。

## 経歴
兵庫県神戸市出身。小中学校時代は野球少年だったが、個人競技に興味があったため神港学園高校入学と同時に柔道を始めた。
拓殖大学商学部に進学してからは同期の西村昌樹らと共に柔道王・木村政彦の元で猛稽古に励んで実力を磨くが、寝技を嫌い得意技の内股に固執していた正木は、木村から「寝技が弱過ぎる」「寝技ができなければ世界で通用しない」として大学2年次から柔道と並行してのレスリング修行を命じられた。レスリング部での修行後に柔道部の稽古に参加できるよう、木村の取り計らいにより柔道部の練習時間をわざわざ変更してもらったという。
レスリング入部の半年後に開催された東京都の学生選手権では早くも7人制団体戦の大将として出場し、正木は3-3のイーブンで回ってきた決定戦を制して拓大レスリング部の1部リーグ昇格に貢献。大学3年次の1968年9月に東京で開催された全日本学生レスリング選手権ではフリースタイルでライトヘビー級に出場して優勝を果たし、半年後の1969年3月に大阪市で開催された全日本レスリング選手権では同じくフリースタイル・ライトヘビー級に出場すると全てフォール勝ちでこの大会を制覇。一部メディアから“柔道衣を来たレスラー”とも書き立てられたこの頃には、レスリング界から本格的にレスリングへ転向するよう熱心に誘われたという。
一方、本業の柔道でも69年11月に大阪府立体育会館で開催された全日本柔道学生選手権無差別級で優勝し学生王者になると、正木の思いは次第に柔道へと回帰していった。その才から“全日本選手権を制するのも時間の問題”と言われていた正木は目標を柔道の全日本チャンピオンに絞る事とし、大学卒業に際しては柔道の実業団やプロレス団体など引く手数多の勧誘を断り、木村の元で柔道修行を続けるべく院生として拓殖大学に残る事を決断をしていた。
しかし、卒業を間近に控えた正木は突如、教育委員会職員として和歌山県に2年間赴任するよう木村から勧められた。これは、当時の和歌山県知事が1971年の黒潮国体を前に、開催県として選手を強化する必要があったため、木村を訪ねて選手の派遣を頼み込んだのが事の発端だったという。
当時弱小県で練習相手もいない和歌山に赴く事は選手生命の終わりを意味していたものの、「先生に勧められたら断れるような時代ではなかった」と正木。新天地でも遮二無二柔道に打ち込んだ正木は、黒潮国体に教員男子の部で出場して和歌山県を見事優勝に導いた（和歌山県は競技別総合でも優勝を達成し、開催県としての面子を保つ事ができた）。
1972年のミュンヘン五輪では柔道競技とレスリング競技の両方で代表候補に選出。特にレスリングでは、協会関係者から最終選考会に出場さえすれば結果如何に拘らず五輪への出場を約束されたが、正木は「柔道の最終選考会に出場する事なくレスリングで五輪へ行くのは納得できない」としてこれを固辞。結果的に柔道競技で代表落選した正木は、五輪への切符を手にする事はできなかった。正木はこの時の決断について「自分は滅多に後ろは振り向かないが、あの時だけは悔いが残る」「もし同じ境遇の者がいたら五輪に出るよう説得する」と振り返る。
県立和歌山北高校にて社会科教諭となった正木はプライベートで同校の教え子と結婚して活動の拠点を和歌山に置き、和歌山県代表として出場した国体では1976年に成年男子の部で優勝したほか、教員男子の部でも73・74年に準優勝、75・77年に優勝している。また全日本選手権でも近畿代表として1971年の初出場以来計8回の出場を果たし、77年には自信最高のベスト8進出のほか、32歳で迎えた79年大会では大会最年長出場者として選手宣誓をし、初戦で大会3連覇を狙う山下泰裕と接戦を繰り広げた。また指導者としても、1979年に和歌山北高校をインターハイで準優勝に導いた実績などが特筆される。
1982年に35歳で現役の第一線を引退。引退から6年後、41歳になった正木は1988年のソウル五輪でレスリングでの代表選出を目標として活動するが、最終選考会では2位に終わり日本大学の小幡弘之に代表の座を譲った。小幡が五輪本大会で日本人初となる6位入賞を果たした事について、正木は「五輪6位の選手にも自分は簡単には負けなかったという自負があったから、妙に納得できた」と述懐する。
その後も生涯現役を掲げた正木は55歳まで継続的に全国教員柔道大会へ出場し“鉄人”と称されたほか、指導者としても1996年に和歌山市内に正木道場を開設し、2010年には全日本選抜少年大会（小学生の部）で団体優勝、全国少年大会で準優勝を果たすなど全国レベルの強豪道場に育てた。同時に全日本柔道連盟では総務副委員長として事故調査を担当する傍ら、審判委員、和歌山県柔道連盟副会長などの重責も歴任し、1998年には長年の功績により和歌山県教育委員会よりスポーツ優秀指導者賞を受賞。
2006年からは平成管財柔道部の師範を務め、北京五輪では同社所属の鈴木桂治の金メダル獲得をサポートした。
2015年からは母校・拓殖大学の客員教授として柔道部師範に就任している。

## 主な戦績
- 1968年 -　全日本学生レスリング選手権（ライトヘビー級）　優勝
- 1969年 -　全日本レスリング選手権（ライトヘビー級）　優勝

全日本柔道学生選手権（無差別級）　優勝